# Stereum lobatum
Stereum lobatum är en svampart som först beskrevs av Kunze ex Fr., och fick sitt nu gällande namn av Elias Fries 1838. Stereum lobatum ingår i släktet Stereum och familjen Stereaceae.   Inga underarter finns listade i Catalogue of Life.